# American Dream (21 Savage)
American Dream è il terzo album in studio del rapper britannico 21 Savage, pubblicato il 12 gennaio 2024 da Slaughter Gang e Epic Records.

## Antefatti
A novembre 2022 21 Savage ha pubblicato il suo quinto album in studio Her Loss, in collaborazione con il rapper canadese Drake, seguito dall'It's All a Blur Tour, una tournée collaborativa fra i due in America del Nord, durante il quale Drake ha annunciato che entrambi stavano lavorando ai loro album solisti, rispettivamente For All the Dogs e American Dream. Savage ha fatto riferimenti a un possibile nuovo album ad agosto 2023 su Twitter e ha confermato che sarebbe uscito a breve durante un concerto alla O2 Arena di Londra a novembre 2023. Durante il mese successivo sono apparsi ad Atlanta dei cartelloni pubblicitari raffiguranti una bandiera simile a quella statunitense, ma con solamente ventuno stelle.
L'8 gennaio 2024 21 Savage ha annunciato attraverso i suoi social media che il 4 luglio seguente sarebbe stato pubblicato un film biografico sulla sua vita intitolato American Dream: The 21 Savage Story, interpretato fra gli altri da 21 Savage stesso, Donald Glover e Caleb McLaughlin, pubblicando anche il trailer del film sul suo canale YouTube. Il giorno seguente ha annunciato il suo prossimo album da solista, American Dream, rendendo disponibile il preordine sulle principali piattaforme digitali. Nei giorni precedenti all'uscita dell'album, Savage ha annunciato tutti gli artisti che avrebbero partecipato al progetto postando su Instagram le loro foto da bambini.

## Descrizione
L'album vede la collaborazione di Doja Cat, Young Thug, Metro Boomin, Lil Durk, Travis Scott, Summer Walker, Brent Faiyaz, Burna Boy e Mariah the Scientist.
Robin Murray di Clash ha notato uno stile rap tipico di 21 Savage nella prima parte dell'album, mentre nella seconda parte ha delle inclinazioni più tendenti all'R&B, ma ha anche descritto il flow usato dall'artista in diversi brani come "tipicamente trap".

## Accoglienza
| Recensione | Giudizio |
| ---------- | -------- |
| AllMusic   |          |
| Clash      | 8/10     |
| HipHopDX   |          |
| Metacritic | 73/100   |
| Pitchfork  | 6.8/10   |

Robin Murray di Clash ha notato che durante l'album 21 Savage ha la possibilità di raccontare la sua storia e che nel progetto il rapper è "al massimo della sua luminescenza" e ha concluso notando che l'artista "rimane fedele a se stesso" e "riesce a costruire qualcosa di unico".
Will Schube di HipHopDX ha affermato che nel progetto 21 Savage "nella sua forma più intima, trattando lo studio di registrazione come un diario, esaminando la sua vita e la sua carriera da una prospettiva di 30.000 piedi".
Matthew Richie di Pitchfork ha scritto che il rapper "tenta di bilanciare il divertimento nella sua nuova vita da celebrità mantenendo la persona tormentata che ama raccontare" e che "taglia attraverso l'eccesso lucido con chiarezza e lirica auto-rassicurazione", e ha elogiato la produzione.
Mosi Reeves di Rolling Stone paragona la traccia d'introduzione dell'album, che vede la madre del rapper descrivere l'immigrazione della famiglia durante l'infanzia dell'artista, a December 4th di Jay-Z dal suo ottavo progetto The Black Album. Reeves ha lodato l'utilizzo dei campionamenti e le punchline del rapper, che ha paragonato a quelle di Lil Wayne.
Tom Breihan di Stereogum ha definito American Dream "un progetto di rap di livello blockbuster che vede Savage rappare su dei beat cinematografici per gran parte dell'album" e ha lodato la crescita artistica del rapper.

## Tracce
1. American Dream – 1:03 (Ruben Bailey, Sterling White, Isaiah Brown, Billie Calvin)
2. All of Me – 3:18 (Shéyaa Abraham-Joseph, Sterling White, Raphael Oliveira, Khaya Gilika, Yakki Davis, Jalen Jackson, Jared Brown)
3. Redrum – 4:30 (Shéyaa Abraham-Joseph, London Holmes)
4. N.H.I.E. (con Doja Cat) – 2:23 (Shéyaa Abraham-Joseph, Amala Dlamini, Anthony Jefferies, Douglas Whitehead, Kurtis McKenzie, Michael Orabiyi)
5. Sneaky – 3:21 (Shéyaa Abraham-Joseph, Edward Cooper III)
6. Pop Ur Shit (con Young Thug e Metro Boomin) – 3:13 (Shéyaa Abraham-Joseph, Jeffery Williams, Leland Wayne, Allen Ritter)
7. Letter to My Brudda – 2:39 (Shéyaa Abraham-Joseph, Kavi Iybarger, Park Min Geon, Tyrese McGriff, Paola Barba)
8. Dangerous (con Lil Durk e Metro Boomin) – 4:25 (Shéyaa Abraham-Joseph, Durk Banks, Leland Wayne, Jahmal Gwin)
9. Née-Nah (con Travis Scott e Metro Boomin) – 3:40 (Shéyaa Abraham-Joseph, Jacques Webster II, Leland Wayne, Douglas Whitehead)
10. See the Real – 3:02 (Shéyaa Abraham-Joseph, Jocelyn Donald, Jordan Holt-May, Dez, Joshua Parker, Smash, 10 Rock)
11. Prove It (con Summer Walker) – 3:27 (Shéyaa Abraham-Joseph, Summer Walker, Isaiah Brown, Edward Cooper III, Tye Gibson, Faith Evans, Carl Thompson)
12. Should've Wore a Bonnet (con Brent Faiyaz) – 3:06 (Shéyaa Abraham-Joseph, Christopher Wood, Ronald LaTour, David Patino, Johnny Juliano, Donald De Grate, Joel Hailey, Darryl Pearson)
13. Just Like Me (con Burna Boy e Metro Boomin) – 3:51 (Shéyaa Abraham-Joseph, Damini Ogulu, Leland Wayne, Jahmal Gwin)
14. Red Sky (con Mikky Ekko e Tommy Newport) – 2:56 (Shéyaa Abraham-Joseph, Tommy Newport, Adam Farag, Carlton Mays Jr.)
15. Dark Days (con Mariah the Scientist) – 4:55 (Shéyaa Abraham-Joseph, Mariah Buckles, Atia Boggs, Ahmar Bailey, Jonas LeeIybarger, Yousef Sameh, Yakki Davis)

Note
- Redrum contiene vocali non accreditati di Usher
- Letter to My Brudda contiene vocali non accreditati di Paola Barba e 21 Lil Harold
- Dangerous contiene vocali non accreditati di 21 Lil Harold
- Dark Days contiene vocali non accreditati di Atia Boggs

Campionamenti
- All of Me contiene un campionamento di Wishing on a Star dei Rose Royce.
- Redrum contiene un campionamento di Serenata Do Adeus di Elza Laranjeira e del film del 1980 Shining e interpolazioni di A Lot di 21 Savage.
- Née-Nah contiene un campionamento di About Her di Malcolm McLaren e di Cause I Love You di Lenny Williams.
- Prove It contiene un campionamento di You Are My Joy (Interlude) di Faith Evans.
- Should’ve Wore a Bonnet contiene campionamenti di I Don’t Want to Do Anything di Mary J. Blige e K-Ci.
- Just Like Me contiene un campionamento di Raw di Loony.

## Classifiche

### Classifiche settimanali
| Classifica (2024) | Posizione massima |
| ----------------- | ----------------- |
| Australia         | 1                 |
| Austria           | 2                 |
| Belgio (Fiandre)  | 3                 |
| Belgio (Vallonia) | 3                 |
| Canada            | 1                 |
| Danimarca         | 2                 |
| Finlandia         | 8                 |
| Francia           | 5                 |
| Germania          | 4                 |
| Irlanda           | 2                 |
| Islanda           | 2                 |
| Italia            | 7                 |
| Lituania          | 1                 |
| Norvegia          | 1                 |
| Nuova Zelanda     | 1                 |
| Paesi Bassi       | 2                 |
| Polonia           | 4                 |
| Regno Unito       | 2                 |
| Repubblica Ceca   | 3                 |
| Spagna            | 23                |
| Stati Uniti       | 1                 |
| Svezia            | 4                 |
| Svizzera          | 1                 |
| Ungheria          | 2                 |

### Classifiche di fine anno
| Classifica (2024) | Posizione |
| ----------------- | --------- |
| Polonia           | 88        |
| Portogallo        | 66        |
| Ungheria          | 48        |